# Sömn hos djur

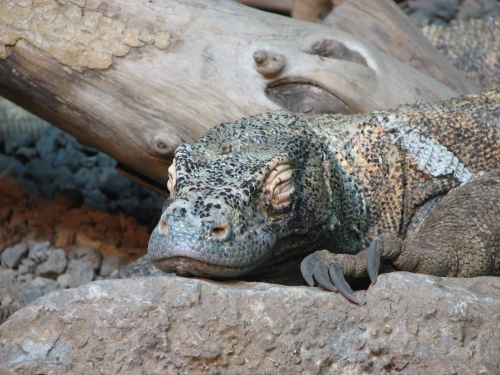
En sovande komodovaran.

Sömn hos djur är ett slags medvetslöst tillstånd där djuren inte tar emot sinnesintryck och inte utför några medvetna rörelser, precis som sömn hos människan. Till skillnad från annan medvetslöshet är sömn dagligt regelbunden, och djuren kan väckas från tillståndet. Man har inte kunnat visa att alla djur sover, men många olika slags djur, både ryggradslösa djur och däggdjur, gör det. Precis som hos människor kompenserar djur sömnbrist med längre och djupare sömn än normalt, då de tillåts sova ostörda igen. Man har forskat på sömnens betydelser för djurs inlärning och minne, men resultaten är motstridiga. Man vet dock att råttor som hindras från att sova dör efter ett par veckor. Sömnens exakta funktion är fortfarande okänd.

## Definition

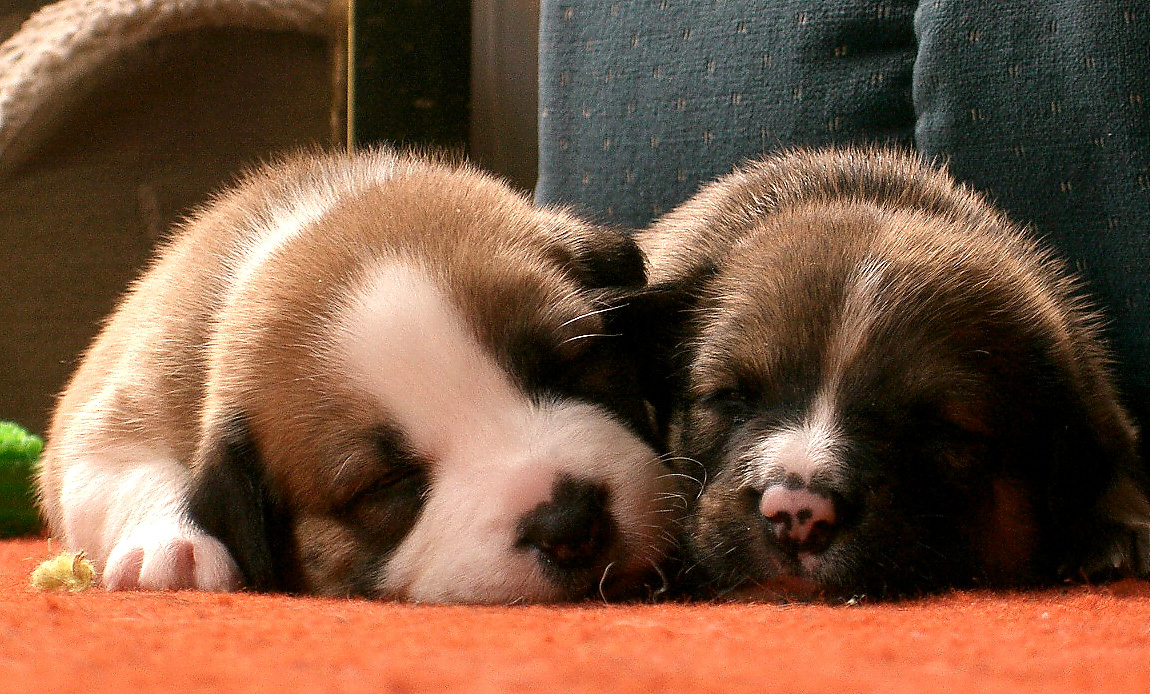
Sovande hundvalpar.

Sömn betecknar ett beteendemässigt och fysiologiskt tillstånd hos organismer som kännetecknas av:
- en reversibel medvetslöshet,
- oemottaglighet för stimuli från omgivningen,
- motorisk passivitet (eventuellt med vissa undantag; se nedan om fåglars sömn respektive vattenlevande däggdjurs sömn),
- att deprivering av tillståndet leder till en kompensatorisk ökning efteråt (återhämtningssömn)
- att individen befinner sig i en kroppspostition som är arttypisk för sömn.[4][5]

Man skiljer mellan denna beteendedefinition av sömn och en neurofysiologisk definition av sömn, där sömnen definieras utifrån hjärnaktivitet, ögonrörelser och muskeltonus.

## Sömn hos olika djurarter
Organismer behöver någon form av nervsystem för att sova. Hos mycket enkla djur är man hänvisad till beteendemässiga definitioner av sömn, och det är inte säkert att de enklaste djuren ens när de är aktiva kan visa upp beteenden som normalt anses vara förenade med vakenhet hos högre djur.

### Sömn hos ryggradslösa djur
Det är svårt att studera sömn elektrofysiologiskt hos små, ryggradslösa djur. Man vet dock att även till exempel fruktflugor sover, och stör man denna sömn systematiskt leder det till kognitiva funktionsnedsättningar. Det finns flera sätt att mäta kognitiva funktioner hos fruktflugor. En vanlig metod är att man låter flugorna välja om de vill flyga genom en tunnel som leder till ett ljus eller genom en mörk tunnel. Normalt flyger flugor mot ljus. Men om man i slutet av den mörka tunneln har socker och i slutet av den ljusa har något flugorna inte tycker om, kommer de efter ett tag att lära sig att inte flyga mot ljuset utan mot mörkret. För flugor med sömnbrist tar det längre tid att lära sig detta och de glömmer det snabbare. Man vet också att om man experimentellt håller ett leddjur vaket längre än vad det är vant vid, kommer den kommande viloperioden att förlängas. Hos kackerlackor utgörs den viloperioden av ett tillstånd med nerfällda antenner och minskad känslighet för yttre stimuli. Även hos kräftor finns sömn beskrivet, som då kännetecknas både av passivitet, och ökade trösklar för sensoriska stimuli. Det föreligger även EEG-resultat som visar markanta skillnader mellan sovande och vakna kräftor.

### Sömn hos fiskar och reptiler

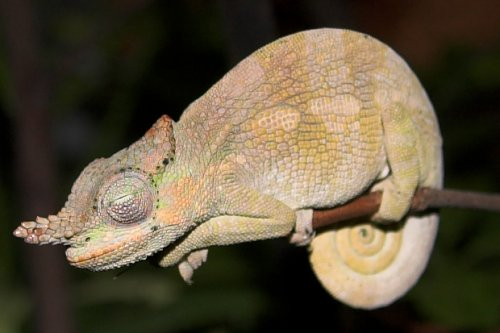
Sovande kameleont (Kinyongia tavetanum).

Sömn hos fiskar är ett föga studerat område, men forskningen visar att merparten av alla fiskarter sover. Dock finns det indikationer på att vissa fiskarter inte sover, som exempelvis troglobiterna vilka är blinda, grottlevande djur. Karpfiskar visar som många högre djur ett ökat sömnbehov och snabbare insomnande efter att de hållits vakna längre än vanligt.
På reptiler har man genomfört elektrofysiologiska studier av sömn, det vill säga man har registrerat elektrisk aktivitet från hjärnan i samband med att djuren sovit. EEG-mönstret hos reptiler som sover skiljer sig dock relativt mycket från det man ser hos däggdjur och andra högre djur. Hos reptiler konstateras ökad mängd sömn efter sömndeprivering, och även att det krävs kraftigare stimuli för att väcka dem, då de är sömndepriverade än då de har sovit normalt innan. Det sistnämnda har tolkats som att deras sömn efter sömndeprivering är kompensatoriskt djupare.

### Sömn hos fåglar
Det finns stora likheter mellan sömn hos fåglar och sömn hos däggdjur, vilket är en av anledningarna till att man tänker sig att sömnen hos högre djur med dess uppdelning i REM- och icke-REM-sömn, har utvecklats evolutionärt tillsammans med varmblodighet.
Fåglar har både REM- och icke-REM-sömn, och de liknar EEG-mässigt det man ser hos däggdjur. Olika fåglar sover olika mycket, men de kopplingar man sett hos däggdjur mellan sömn och variabler som kroppsmassa, hjärnmassa, relativ hjärnmassa, basal ämnesomsättning och så vidare (se nedan), har man inte kunnat hitta hos fåglar. Den enda tydliga förklarande faktor till variationer mellan olika fågelarters sömnmängd man funnit, är att fåglar som sover i miljöer där de är exponerade för rovdjur har mindre mängd djupsömn än fåglar som sover i mer skyddade miljöer.

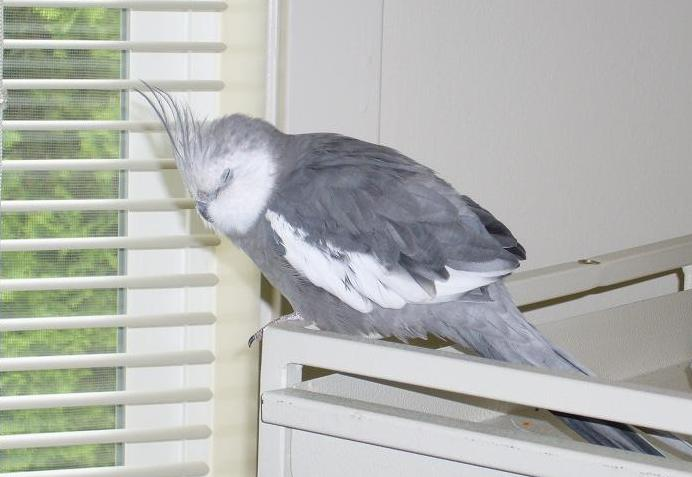
Sovande nymfparakit.

En egenhet som fåglar delar med vattenlevande däggdjur, och eventuellt också vissa ödlearter (åsikterna går isär på den sistnämnda punkten), är förmågan till så kallad unihemisfärisk sömn (se mer nedan), det vill säga förmågan att sova med en hjärnhalva i taget medan den andra är vaken. När endast den ena hjärnhalvan sover kommer endast det öga som ligger på andra sidan huvudet att vara slutet (det vill säga när höger hjärnhalva sover är vänster öga slutet och vice versa). Fördelningen av sömn mellan de två hjärnhalvorna och mängden unihemisfärisk sömn beror dels på vilken del av hjärnan som varit mest aktiv under föregående vakenhetsperiod − den delen sover djupast − och dels på risken för rovdjursangrepp. (Hos ankor visar det sig att de ankor som befinner sig i flockens utkant, och är de som sannolikt först kommer att kunna upptäcka rovdjursangrepp, har betydligt mer unihemisfärisk sömn än de som sover i mitten av flocken. De reagerar också på hotfulla stimuli som upptäcks av det öppna ögat.)
Det råder delvis delade meningar om sömn hos flyttfåglar, och kontroversen handlar främst om huruvida de kan sova medan de flyger eller inte. Teoretiskt sett kan vissa former av sömn vara förenliga med flygande, men på grund av tekniska problem har man inte kunnat registrera hjärnaktiviteten hos fåglar under pågående flykt. Fåglar kan sova icke-REM-sömn med en hjärnhalva i taget eller med båda samtidigt, medan de endast kan sova REM-sömn bihemisfäriskt, d.v.s. med hela hjärnan. Studier på delfiner, som också sover unihemisfärisk icke-REM-sömn, visar att de kan både simma med hjälp av den muskulatur som styrs av den sovande hjärnhalvan och också hålla kontakt med flocken och alltså följa flockens rörelser under sömn. Man har därför resonerat att samma sak eventuellt också kan gälla fåglar under flykt, det vill säga att flygande skulle kunna ske under sömn. Den vakna hjärnhalvan vid unihemisfärisk sömn befinner sig i ett tillstånd mellan vakenhet och sömn. Även om man visat att fåglar har möjlighet att reagera på exempelvis rovdjur som syns i det öppna ögats synfält (se ovan), är det osäkert huruvida de klarar av att lägga märke till mer subtila förändringar i omgivningen, eller att navigera under unihemisfärisk sömn. Vidare har det betydelse för fåglar vilken hjärnhalva som tar emot synintrycket vid navigering. Duvor har till exempel lättare att navigera rätt om man täcker för vänster öga än om man täcker för höger öga. Dock har man pekat på möjligheten att fåglar kan vakna till kortvarigt för att orientera sig och därefter somna om. Detta är dock än så länge enbart en hypotes.
Vad gäller REM-sömn är samtidigt flygande mindre sannolikt, men inte helt uteslutet. Anledningen till att sannolikheten är lägre att fåglar skulle flyga under REM-sömn är dels den allmänna nedsättning av muskeltonus som förekommer under REM-sömn och dels det faktum att båda ögonen är slutna under REM-sömn. Det finns dock vissa skillnader vad gäller REM-sömn hos fåglar och REM-sömn hos däggdjur som ofta betonas: för det första har fåglar ofta mer muskelaktivitet under REM-sömn än däggdjur, särskilt om de behöver det för att motverka gravitationskraften. För det andra varar REM-sömn hos fåglar många gånger bara ett par sekunder. Vissa fåglar, där kanske tornseglaren (Apus apus) är den mest kända, kan vara i luften i mycket lång tid utan att landa. Det är dock inte bevisat än att den verkligen sover i luften, och vissa studier har indikerat att fåglar sannolikt kan minska sitt sömnbehov relativt kraftigt under flykt och ändå behålla en god funktionsförmåga på kognitiva tester.

### Sömn hos däggdjur

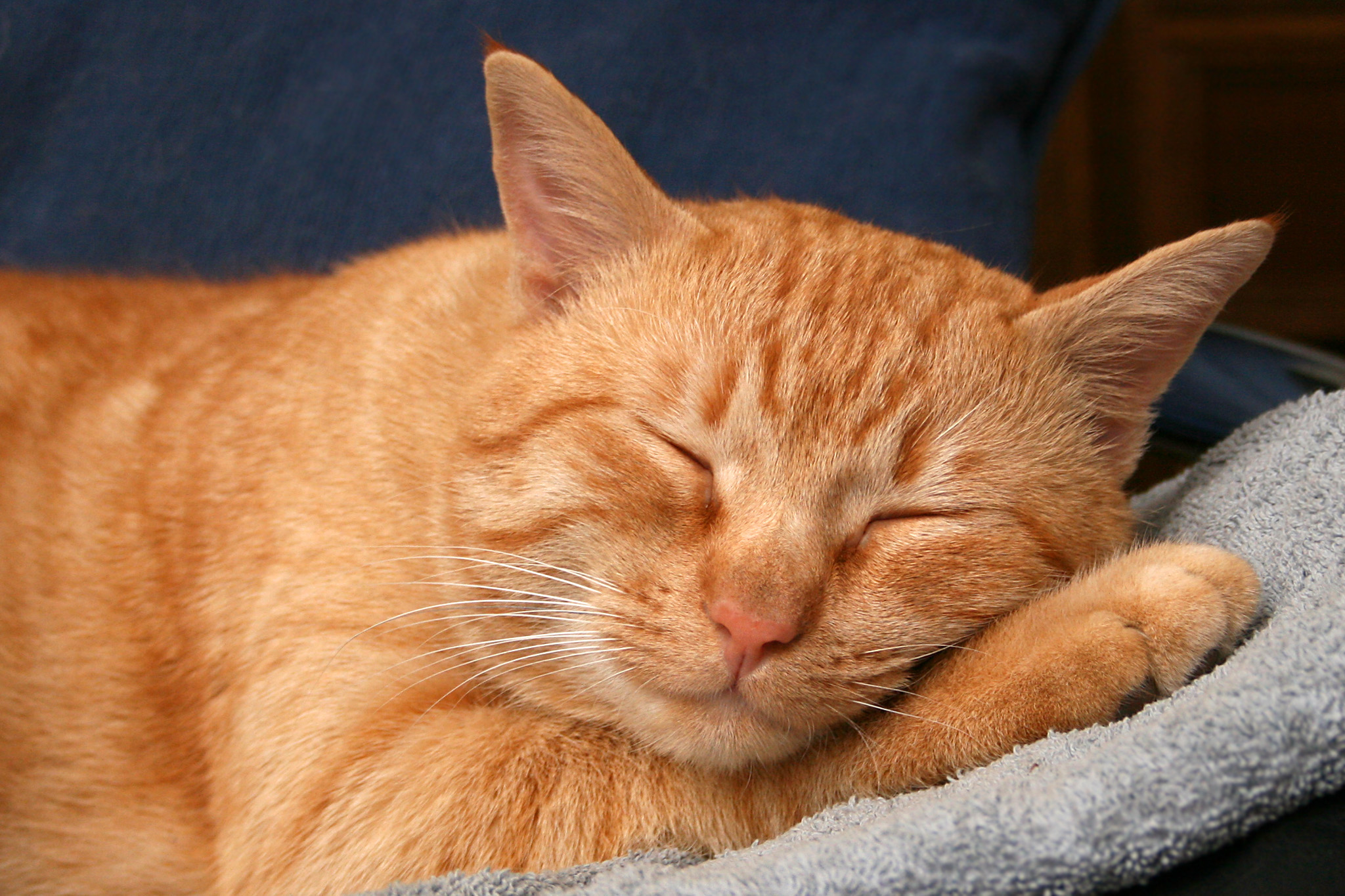
En katt som sover. Av de uppstående öronen och kroppspositionen kan man dra slutsatsen att katten för närvarande sover icke-REM-sömn; vid REM-sömn hade öronen varit nerfällda och skelettmuskulaturen slapp på grund av den funktionella förlamning som kännetecknar REM-sömn.

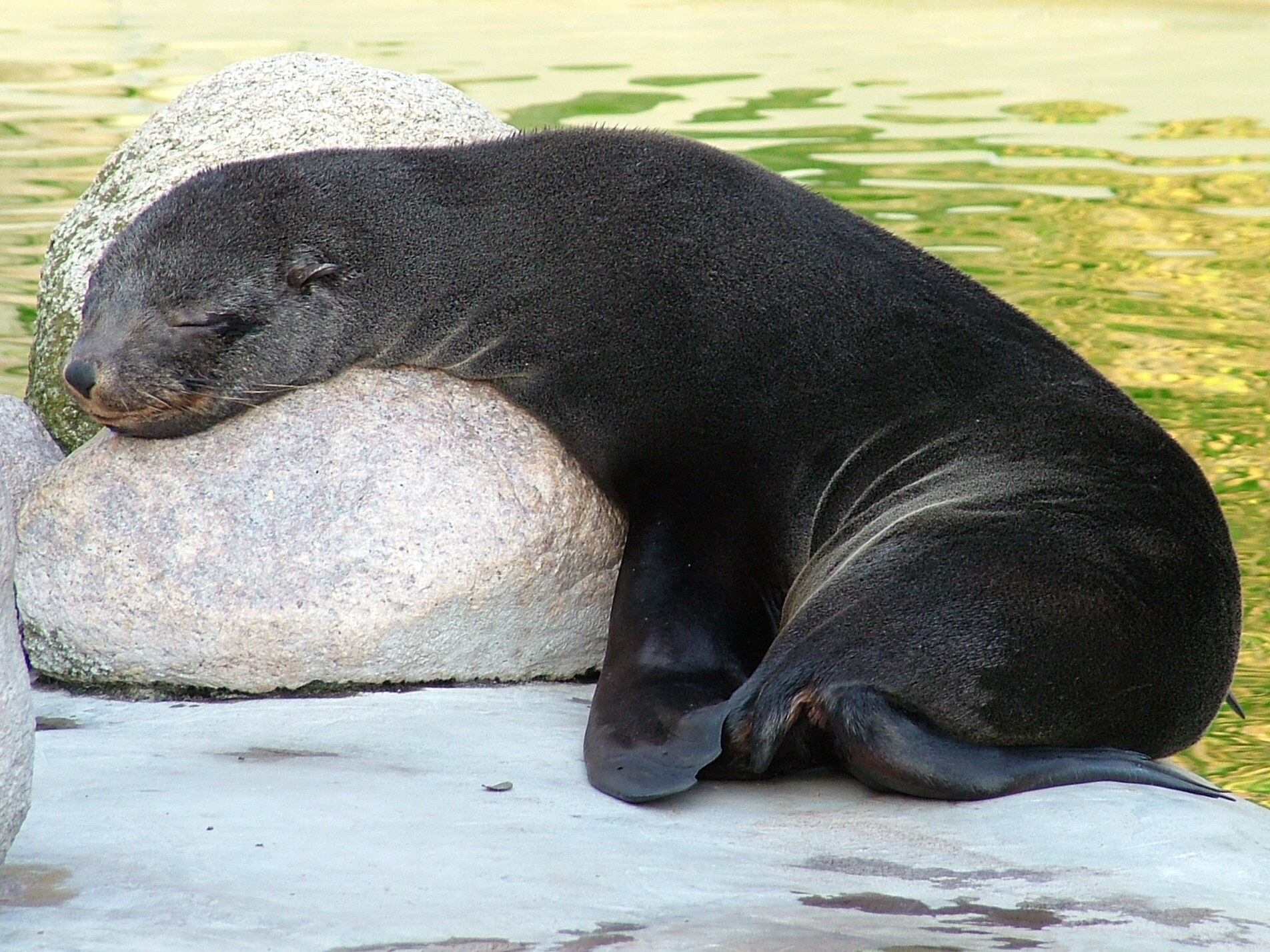
Sovande sjölejon.

Liksom hos fåglar är grundregeln för däggdjur (med vissa undantag; se nedan) att de har två principiellt olika sömnstadier, nämligen REM och icke-REM. 

#### Sömn hos kloakdjur
Eftersom kloakdjur anses representera en av de evolutionärt sett äldsta grupperna av däggdjur, har man särskilt intresserat sig för deras sömn i studiet av sömn hos däggdjur. Då man i tidiga studier av sömn hos dessa djur inte funnit några klara belägg för REM-sömn, antog man till att börja med att någon sådan inte existerade, utan att REM-sömnen utvecklats sedan kloakdjuren skilt ut sig från övriga däggdjur. EEG-registreringar från hjärnstammen har dock visat ett aktivitetsmönster hos dessa som till stor del liknar det man ser vid REM-sömn hos högre däggdjur. Det är till och med så, att man hos näbbdjuret finner den högsta mängden REM-sömn som är känt hos något djur.

#### Sömn hos vattenlevande däggdjur
Till de vattenlevande däggdjuren hör bland annat sälar och valar. Sälarna delas in i familjerna öronlösa sälar, öronsälar och valrossar, där de två första familjerna har löst problemet med sömn i vattnet på olika sätt. Medan öronsälarna uppvisar unihemisfärisk sömn, liksom valarna, sover de öronlösa sälarna bihemisfäriskt liksom majoriteten av andra däggdjur. De håller andan medan de sover och vaknar regelbundet för att gå upp till ytan och andas. Både öronsälar och valar kan dock andas utan att den sovande hemisfären vaknar av detta. 
En annan intressant egenhet hos vattenlevande däggdjur rör REM-sömnen. Den enda val där man sett REM-sömn överhuvudtaget är pilotvalen. Övriga valar verkar inte sova REM-sömn och inte heller sakna det (de verkar alltså inte må dåligt av att inte göra det). En anledning till att REM-sömn kan vara svårt till havs kan vara att REM-sömn medför en muskelatoni, det vill säga en funktionell förlamning i skelettmuskulatur, som kan vara svår att förena med behovet av att andas regelbundet. Hos sälar, som sover på land halva året och till havs under andra halvan av året, är REM-sömnen ännu mer intressant: öronsälar har nästan ingen REM-sömn medan de är i vattnet, och kan klara sig helt utan REM-sömn i upp till veckor, medan så fort de går upp på land återfår de sin bihemisfäriska sömn inklusive REM-sömn. Man ser dock ingen kompensatorisk ökning av REM-sömn för att återta en tänkt REM-sömnsbrist (engelsk term REM rebound) när de går upp på land. Öronlösa sälar kan ha REM-sömn i samband med att de sover vid vattenytan, men inte då de sover under vattnet. Detta kan jämföras med studier hos råttor, som visar att råttor som helt hindras från att sova REM-sömn dör, även om de tillåts sova icke-REM-sömn.

## Särskilda aspekter på sömn hos vissa djurarter
Olika djur sover olika mycket. En del djur, till exempel fladdermöss, sover 18–20 timmar per dygn, medan andra, som giraffer, endast sover 3–4 timmar per dygn. Det är inte automatiskt så att djurarter som är nära besläktade har lika stort sömnbehov, utan det kan finnas stora skillnader även mellan djur som är nära besläktade. 

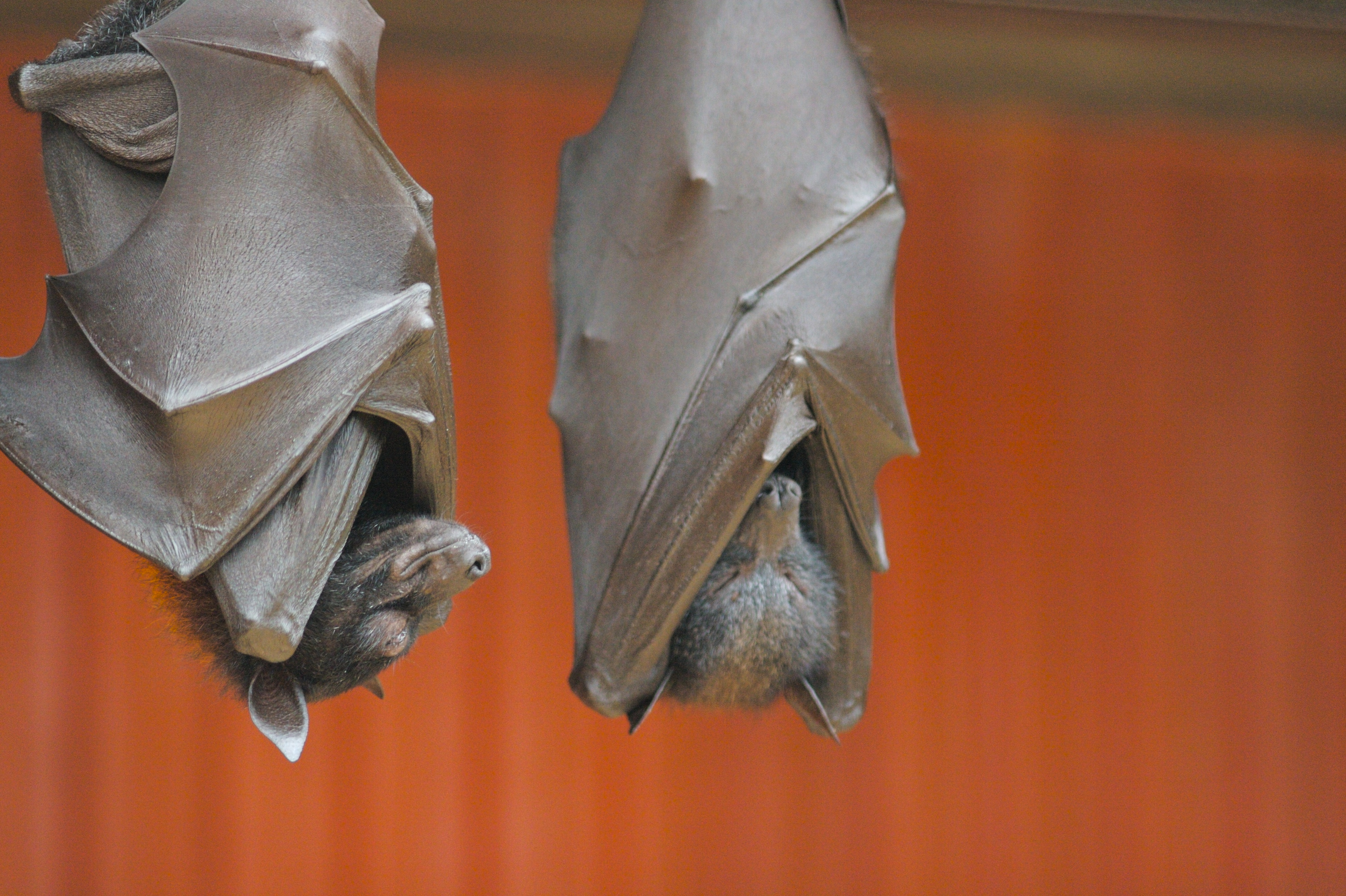
Sovande fladdermöss.

Djurens matvanor hänger ihop med deras sömnmängd. Det dagliga sömnbehovet är störst hos köttätare, mindre hos allätare och minst hos växtätare. Människan sover varken ovanligt mycket eller ovanligt lite jämfört med andra djur, men vi sover mindre än många andra allätare. Många växtätare, exempelvis idisslare, tillbringar mycket av sin vakna tid i ett dåsighetstillstånd vilket kanske till viss del kan förklara deras relativt låga sömnbehov. Hos växtätare finns också ett tydligt motsatt samband mellan kroppsmassa och sömnmängd, så att stora djur sover mindre än små. Detta förhållande anses förklara cirka 25 % av skillnaden i sömnmängd mellan olika djur. Även längden på en enskild sömncykel är förknippat med djurets storlek, så att större djur i genomsnitt har längre sömncykler än små djur. Sömnmängden är också kopplad till faktorer som basal ämnesomsättning, hjärnmassa och relativ hjärnmassa.

### Unihemisfärisk sömn
Med unihemisfärisk sömn avses sömn med endast en hjärnhalva. Fenomenet finns beskrivet hos fåglar och vattenlevande däggdjur, samt hos ett flertal reptilarter (dock är det senare omtvistat: utifrån många reptilers beteende kan man ana att de har en unihemisfärisk sömn, men EEG-studier har givit motstridiga resultat). Anledningar till att unihemisfärisk sömn har utvecklats är sannolikt främst att det möjliggör att djuret under sömn kan ta emot stimuli från omgivningen om exempelvis hotande faror, och att det möjliggör för djuret att flyga, eller att regelbundet gå upp till vattenytan för att andas även under sömn. Endast icke-REM-sömn förekommer unihemisfäriskt, och det verkar finnas en gradskillnad i unihemisfärisk sömn vad gäller skillnaden mellan hemisfärerna: hos djur som uppvisar unihemisfärisk sömn finns allt från tillstånd där ena hemisfären sover djupt och den andra är vaken samt tillstånd där ena hemisfären sover ytligt medan den andra är vaken. Om ena hjärnhalvan sömndepriveras hos djur som uppvisar unihemisfärisk sömn (ena halvan tillåts sova fritt men den andra är vaken närhelst den första sover) kommer de att få en selektiv ökning av mängden djupsömn i den hjärnhalva, vars sömn störts när de efter depriveringens slut får sova fritt.
Den neurobiologiska bakgrunden till unihemisfärisk sömn är fortfarande oklar. I studier där man skär av förbindelsen mellan högerhalvan och vänsterhalvan av hjärnstammen hos katter, ser man att de uppvisar ett osynkroniserat EEG, där de olika hjärnhalvorna kan sova oberoende av varandra. Hos dessa katter såg man både tillstånd där ena hjärnhalvan sov icke-REM och den andra var vaken, och tillstånd där den ena hjärnhalvan sov icke-REM och den andra sov REM. Intressant nog noterades aldrig katterna sova REM-sömn med ena hjärnhalvan medan den andra var vaken. Detta ligger i linje med att det, såvitt man känner till, inte förekommer någon unihemisfärisk REM-sömn.

### Sömn hos djur som går i ide

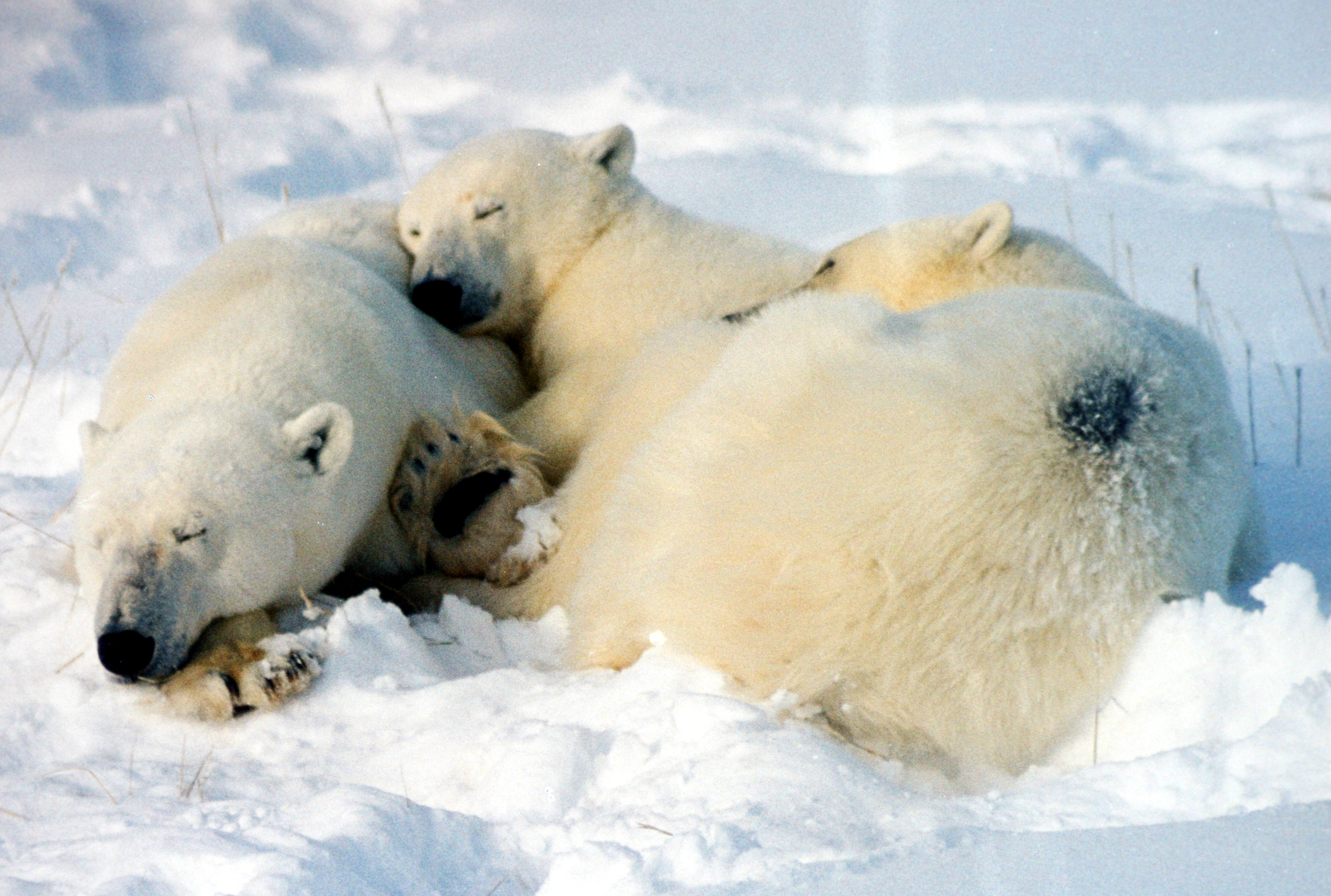
Sovande isbjörnar.

Djur som går i ide (hibernering) befinner sig i ett tillstånd av dvala, som skiljer sig från sömn. Hibernering minskar sömnbehovet markant, men tar inte bort det. Djur som går i ide, går upp ur dvalan vid ett par tillfällen under vintern just för att sova.